# District de Nakagami
Le district de Nakagami (中頭郡, Nakagami-gun) est un district de la préfecture d'Okinawa, au Japon, administrant une partie de l'île d'Okinawa.

## Municipalités
Le district est composé de trois bourgs et trois villages :
- bourg de Chatan
- bourg de Kadena
- bourg de Nishihara
- village de Kitanakagusuku
- village de Nakagusuku
- village de Yomitan

## Histoire
Le 1er avril 2005, les villes de Katsuren, Yonashiro, Gushikawa et Ishikawa fusionnent pour former la ville d'Uruma, en dehors du district.